# Psáthi
Psáthi är en ort i Cypern.   Den ligger i distriktet Eparchía Páfou, i den västra delen av landet, 80 km väster om huvudstaden Nicosia. Psáthi ligger 485 meter över havet och antalet invånare är 103. Den ligger på ön Cypern.
Terrängen runt Psáthi är kuperad, och sluttar västerut.Trakten runt Psáthi är glesbefolkad, med 10 invånare per kvadratkilometer. Närmaste större samhälle är Pafos, 16,6 km sydväst om Psáthi. Trakten runt Psáthi består till största delen av jordbruksmark.